# Microtome pallidilinea
Microtome pallidilinea là một loài bướm đêm trong họ Geometridae.